# Mass Effect 2
Mass Effect 2 es un videojuego de rol de acción desarrollado por BioWare Edmonton, con la asistencia de BioWare de Montreal, y publicado por Electronic Arts. El juego es la secuela de Mass Effect, y fue lanzado para Microsoft Windows y Xbox 360 en América del Norte el 26 de enero de 2010, en Australia el 28 de enero de 2010 y en Europa el 29 de enero de 2010. También salió a la venta para PlayStation 3 el 18 de enero de 2011 en Estados Unidos y el 21 del mismo mes y año en Europa. Es una de las sagas de videojuego más exitosas por su gran trama y jugabilidad.

## Jugabilidad

### Nuevas características
Los desarrolladores confirmaron que el sistema de combate ha sido mejorado, desde la sensación de la lucha hasta mejorar la IA, incluyendo el modelado de daños realistas y el que los enemigos continúan luchando incluso después de ser derribados, así como el desarrollo de un sistema de armas pesadas. La temática del juego es similar a la del Oeste, con señores de la guerra y bandas de delincuentes. En el vídeo de presentación se confirmó la existencia de nuevas razas alienígenas.
Mass Effect 2 también incluye una regeneración automática de salud, en lugar de tener que usar "Medigel" como en el primer juego, este será empleado únicamente para curar o revivir a tus compañeros de pelotón. Además, el sistema de sobrecalentamiento de las armas ha sido reemplazado por munición térmica que funcionan como disipadores de calor. Este sistema es funcionalmente idéntico a la de otros sistemas de municiones de disparos en tercera persona, pero en vez de tener diferentes tipos de munición para armas diferentes, los cargadores de munición térmica son universales a todas las armas.
La representación de los rostros faciales de Mass Effect 2 es más detallada, no sólo gráficamente, sino técnicamente. En Mass Effect, el/la Comandante Shepard, sólo tenía 20 animaciones, mientras que en Mass Effect 2, el personaje tiene más de 200.
El posicionamiento de la cámara para las conversaciones con otros personajes también se ha mejorado, la cámara previamente era estática, y ahora se mueve para proporcionar "un toque cinematográfico muy necesario". Otra nueva característica en las conversaciones son controles sensibles al contexto, como se muestra en una conversación con el científico Mordin, Shepard es capaz de interrumpir el diálogo con tácticas agresivas cuando se le solicite con imágenes en la pantalla. Si se muestra a la izquierda un icono rojo, la acción es agresiva y aportará puntos de rebeldía (como matar a alguien), pero si en cambio aparece a la derecha y es azul, será pacífica y aportará puntos de virtud (como impedir un asesinato).
El Mako M35 no se incluye para la exploración planetaria en Mass Effect 2, debido a las críticas de la jugabilidad del Mako en el primer juego. En su lugar se ha incluido un transbordador UT-47 Kodiak, el cual el jugador no puede manejar directamente y se utilizará para la exploración de planetas.

### Transferencia de datos guardados de Mass Effect
Casey Hudson, Director de Proyectos de BioWare, y Greg Zeschuk, cofundador de BioWare, así como varios desarrolladores afirmaron que los jugadores deben mantener sus partidas guardadas de Mass Effect, porque las decisiones que el jugador tomó en el primer juego tienen influencias sobre el personaje en la secuela. Cuando el jugador importa su partida de Mass Effect, se le muestra una pantalla en la que se observa una tabla con las decisiones importantes que el jugador tomó en la primera parte, además, hay muchas otras escenas que solo se verán si se importa una partida.
Los jugadores que no han tenido Mass Effect y sus datos guardados, tendrán que crear un nuevo personaje en Mass Effect 2 y ponerse al día en los elementos de la historia que han tenido lugar hasta ahora en la serie. Hudson, también declaró que los personajes del juego anterior volverán a aparecer, a excepción de Ashley Williams o Kaidan Alenko, dependiendo de la elección tomada en el primer juego.
Al transferir un archivo desde Mass Effect, en primer lugar, los jugadores tienen la opción de cambiar su clase a otra. Por ejemplo, si el jugador quería jugar como ingeniero en lugar de infiltrado, tiene la posibilidad de cambiar de clase a su personaje al mismo tiempo que se puede cambiar el aspecto que tenía en el primer juego.
Además, los jugadores reciben bonificaciones si importan una partida guardada, por ejemplo, la importación de un personaje al nivel 60 proporciona al jugador cien mil créditos, diez mil de cada mineral, puntos de virtud o rebeldía, y se les permite comenzar en el nivel 5, también, el logro de Medalla al Servicio Prolongado que requiere que el jugador se pase el juego dos veces solo será necesario una vez si se completa el juego con un personaje de una partida importada.

### La muerte de un personaje
El primer tráiler del juego dio la impresión que el comandante Shepard había muerto en acción, pero más tarde se confirmó que fue revivido por Cerberus, una organización de carácter pro-humanista. 
La exploración en el primer juego tuvo poca relevancia para la historia principal, sin embargo, en Mass Effect 2, el jugador es capaz de reunir recursos para realizar mejoras en la nave y a las armas que serán decisivas para el objetivo final. Casey Hudson explicó que: "Si se muere en el final de Mass Effect 2, no será una sorpresa, ni va a ser al azar. Será bastante obvio dado que te diriges a la misión final, sabiendo que Shepard probablemente no salga con vida". 
Hudson también confirmó que los miembros del equipo se verán afectados por las decisiones que el jugador tome durante la misión final: "Se puede dar un final donde el equipo entero de Shepard sobrevive, o donde la misión es un baño de sangre y todo el mundo (incluyendo Shepard) mueren". El final en el que muere Shepard supone una muerte permanente para el personaje en términos de la historia, es decir, los datos de ese Shepard no podrán ser traspasado a Mass Effect 3

### Trama
Mass Effect 2 comienza después de los acontecimientos de Mass Effect. Mientras patrullan el espacio Geth, la nave del Comandante Shepard, la Normandía, es atacada por un agresor desconocido. La nave sufre graves daños, obligando a la tripulación a evacuar en las cápsulas de escape. Joker sigue siendo el piloto de la nave, el cual a pesar de los graves daños no evacúa con el resto de la tripulación. 
Shepard llega hasta Joker, y le ordena que abandone la nave. Joker insiste en que puede salvarla a pesar de que resulta imposible. Shepard arrastra Joker de su asiento y lo mete en una cápsula de escape, pero antes de que se pueda subir, la Normandía es atacada de nuevo, provocando una explosión que le envía al espacio después de que los restos de la nave le perforaran el traje. El traje comienza a perder aire y Shepard muere ahogado. Su cuerpo se ve que entra a la atmósfera de un planeta, viendo también como es quemado a la entrada de esta.
El cuerpo del Comandante Shepard es recuperado por el Corredor Sombrío, un comprador secreto de información, que se vende al mejor postor. Este ha sido contratado por los recolectores, una raza alienígena enigmática que actúa como los antagonistas principales del juego. En los eventos de Mass Effect: Redemption, la excompañera de equipo Liara T'Soni es empleada por Cerberus para obtener el cuerpo de Shepard antes de que sea entregado a los recolectores. 
Después de esto, Cerberus trabaja para reactivar a Shepard a través de un proyecto conocido como "Proyecto Lázaro". Dos años más tarde, en 2185, Shepard se despierta a bordo de una estación espacial de Cerberus que está siendo atacada, y gracias a la ayuda de los agentes de Cerberus, Miranda Lawson y Jacob Taylor, consigue escapar. Shepard se dirige a otra estación de Cerberus y tiene una audiencia con el Hombre Ilusorio, quien solicita su ayuda en la lucha contra una nueva amenaza que ha hecho desaparecer colonias humanas enteras sin ningún rastro. 
Shepard, Miranda y Jacob son enviados a investigar la última colonia humana desaparecida, Progreso de la Libertad, en los Sistemas de Terminus. Allí, el grupo se encuentra con Tali'Zorah nar Rayya, uno de los exmiembros del pelotón de Shepard, y descubre que la raza conocida como los recolectores están detrás de los ataques. 
Shepard informa de ello al Hombre Ilusorio, que le pone al corriente de la situación de sus antiguos miembros del pelotón. Después de recibir el mando de la Normandía SR-2, Shepard comienza una búsqueda para reclutar a un nuevo equipo con el cual hacer frente a esta nueva amenaza.

## Personajes
- Comandante Shepard

- El Hombre Ilusorio

- Jeff "Joker" Moreau

- Miranda Lawson (Yvonne Strahovski le da vida a este personaje)

- Jacob Taylor

- Garrus Vakarian

- Grunt

- Kelly Chambers

- Wreav (si Wrex no sobrevive en Mass Effect 1, la misión en Virmire)

- SID

- Urdnot Wrex

- Mordin Solus

- Thane Krios

- Tali'Zorah vas Neema/Normandía

- Samara

- Jack/Sujeto Cero

- Legión

- Zaeed Masani

- Kasumi Goto

- Liara T´Soni

### Razas
Humanos
El descubrimiento de ruinas proteanas en Marte en 2148, fue la primera prueba de que había civilizaciones avanzadas en el universo. Cuando se descubrió en 2156 que Caronte la luna helada de Plutón, era en realidad un gigantesco relé de masa, fue cuando se pudo llegar a mundos hasta entonces desconocidos. La primera colonia humana fuera del sistema solar se estableció en Eden Prime, pues tenía similitudes con la Tierra. En 2157 la humanidad activaba cualquier relé de masa que descubría, práctica considerada irresponsable por las especies del Consejo de la Ciudadela. El primer contacto con una especie alienígena fue, cuando una patrulla turiana descubrió a una flota humana intentar activar un relé de masa (prohibido por el Consejo), esta lanzó un ataque del cual solo sobrevivió una nave humana que se retiró a la colonia de Shanxi, dando comienzo a la guerra del primer contacto. Con la victoria de la humanidad, las especies del brazo de perseo vieron como era la primera especie que se igualaba en civilización y potencia militar a los turianos, antes pensados invencibles. En 2165 se le concede a la humanidad una embajada en la Ciudadela. La velocidad con la que ganó poder e influencia despertó la desconfianza en la comunidad galáctica.
Asari
Las asari son una especie de hembras humanoides famosas por su sabiduría, su inteligencia y sus grandes capacidades bióticas. Fueron la primera especie en llegar a la Ciudadela, así que ocupan un lugar especial a los ojos de las demás especies. Aunque su gran confianza en sí mismas es proverbial, también son conocidas por sus actos altruistas y generosos. Por ese motivo las demás especies aceptan sus consejos en casi cualquier materia. Las asari tienen un fuerte sistema de regeneración celular. Aunque su capacidad curativa no es muy superior a la de las demás especies, no es raro que una asari alcance los 1000 años de vida.
Salarianos
Los salarianos son de metabolismo rápido (piensan rápido, se mueven rápido, hablan rápido), pero esto les da una esperanza de vida de unos 40 años, para asegurar la continuidad de su especie se espera que dejen mucha descendencia. Fueron la segunda especie que llegó a la Ciudadela y que la creó el Consejo junto a las asari. Son famosos por su don para la tecnología, la información y el espionaje. Aunque conocen muchos secretos de las demás especies, son dignos de confianza y suelen ser respetados por las demás especies.
Turianos
Una de las 3 "grandes" especies y la última en unirse al Consejo, junto con las asari y los salarianos. Los turianos tienen un gran sentido del honor y valoran la disciplina, como pacificadores, emplean su ejército para la paz y el orden. Hasta la guerra del primer contacto, se pensaba que los turianos eran invencibles en el aspecto militar. Desde ese acontecimiento no tienen a la humanidad en alta estima.
Krogan
Los krogan son una especie con aspecto reptiliano, despiadados y brutales. Pueden llegar a vivir varios siglos. Cuando la amenaza de los rachni era de inmensas proporciones, ellos lograron su exterminio completo y el reconocimiento del Consejo. Capaces de reproducirse por centenares, cuando su número creció sustancialmente, y su mundo se quedaba pequeño, empezaron a asaltar dominios cercanos a su mundo incluso aunque estuvieran colonizados. Los salarianos previendo el peligro, diseñaron un arma biológica para alterar su genética y que solo se hiciera viable 1 de cada 1000 embarazos krogan, hecho conocido como "Genofagia".
Quarianos
Los quarianos son humanoides nómadas que siempre llevan sus rostros ocultos tras cascos y sistemas de respiración debido a su débil sistema inmunológico. Fueron quienes crearon la inteligencia artificial conocida como los "Geth", cuando esta se rebeló, los quarianos intentaron su exterminio, al acabar la guerra (ganada por los geth), a los quarianos solo les quedó una flota destartalada. Las demás razas los miran con algo de desprecio, por ser en parte una raza vagabunda y por introducir en el universo una IA renegada.
Geth
Los geth son una raza humanoide de inteligencias artificiales unidas en red y creadas por los Quarianos para su uso en el trabajo y la guerra. Con el tiempo empezaron a cuestionar su existencia, suceso que llevó a sus creadores a una guerra para exterminarlos. Vencieron a los Quarianos y los expulsaron de su propio planeta. Son vistos como un enemigo por toda la galaxia.
Cuidadores
Los cuidadores son una especie de insectoides inofensivos que sirven de "personal de mantenimiento" en la Ciudadela. De gran inteligencia pero no hablan, pues se comunican con imágenes telepáticas. Su actitud es de indiferencia hacia las demás criaturas.
Elcor
Los elcor son miembros de la Ciudadela pero no pertenecen al Consejo. Provienen se un mundo de muy alta gravedad, en consecuencia han desarrollado dos pares de musculosas y resistente piernas. Ya que una caída en su mundo podría ser mortal esto ha tenido impacto en su carácter y su manera de hablar que es lenta y monótona.
Hanar
Los hanar son una raza alienígena que se comuniica por medio de bioluminiscencia. Tienen un aspecto parecido a la medusa, término que piensan que es una forma despectiva para referirse a ellos. Muchos adoran a los proteanos, a los que llaman "dómines", debido a algunas ruinas proteanas encontradas en su mundo de origen. Son extremadamente edcucados y se ofenden muy fácilmente ante el lenguaje impropio.
Volus
Los volus son de estatura baja y de aspecto rechoncho, están ataviados con un casco respirador y un "exo-traje" debido a que proceden de un mundo de alta presión atmosférica con una bioquímica basada en el amoníaco, el aire común de oxígeno les resulta venenoso y la baja presión haría estragos en sus cuerpos. Son altamente hábiles en el comercio, por lo cual ellos hicieron el Acta Bancaria Unificada que establece los créditos como moneda. Es una raza sensible y pacífica.
Rachni
Los rachni (ahora extintos), eran una especie de insectoides con cola como látigo, formada básicamente por obreros, soldados y reinas. Su forma de vida era conquistar, destruir formas de vida que se encontraran a su paso y colonizar estableciendo nuevas colmenas. Eran poderosos e inteligentes, capaces de viajar por las estrellas.
Proteanos
Durante muchos milenios, los proteanos eran la única especie en la galxia capaz de viajar por las estrellas, utilizaban los relés de masa para viajar por los sistemas que habían colonizado. Los historiadores no comprenden que pudo causar la desaparición de la civilización proteana, aunque la hipótesis más plausible es que fueron víctimas de un gran cataclismo que los aniquiló hace 50.000 años.
Recolectores
Los recolectores vienen desde más allá del relé de masa de Omega 4, punto desde el que ninguna nave ha regresado nunca. Rara vez se les ha visto en los sistemas de Terminus, y mucho menos en el espacio controlado por la Ciudadela. Gran parte de la civilización galáctica los considera un mito, y los desafortunados que han podido encontrarse con ellos cara a cara no suelen tener la oportunidad de hacerles ninguna pregunta. Como su nombre indica capturan individuos, normalmente pocos de una vez, siempre seres sensibles con malformaciones genéticas. Pero ahora han empezado a abducir colonias enteras de humanos, y nadie tiene una explicación lógica para ello. 
No se conoce demasiado sobre la sociedad de los recolectores, los desafortunados que han entrado alguna vez dentro del círculo de los recolectores jamás han vuelto para contarlo. Los recolectores viajan a través de la galaxia en naves de gran tamaño, pero cual es su planeta de origen es todo un misterio. 
Los recolectores tienen forma de insecto y han desarrollado alas que les permiten atravesar el campo de batalla. Su piel es sensible al armamento moderno, incluyendo explosivos, granadas incendiarias, y granadas criogénicas. Con cierta frecuencia, se ha visto a los recolectores “poseídos” por un líder desconocido, momento en el que su cuerpo comienza a emitir una luz brillante. En este punto se vuelven más resistentes y son capaces de lanzar poderosos misiles desde su cuerpo. 
Durante el Mass Effect 2 se descubre que los recolectores son una raza sintética creada por los segadores. Al carecer de otra utilidad, los segadores usaron a los proteanos para modificarlos genéticamente y recrearlos en lo que llamaron "recolectores".
Vorcha
El mundo de origen de los vorcha es un planeta relativamente pequeño, hostil y superpoblado. Sus recursos han sido esquilmados por los salvajes y fecundos habitantes. A medida que la población crece, los vorcha luchan entre sí en fiera competencia por las necesidades básicas. Por ello, cada vorcha que nace es más fuerte y feroz que el anterior. No obstante, debido a la falta de recursos, la sociedad vorcha se ha mantenido sumamente primitiva. 
Los vorcha que escaparon de su hostil mundo de origen lo hicieron escondidos como polizones en naves de razas capaces de viajar por el espacio que tuvieron la desgracia de visitar su planeta. Su adaptabilidad y resistencia les permite prosperar en los rincones más sucios y oscuros del universo. 
Los vorcha son sumamente agresivos. Tienden a comunicarse peleando, bien en solitario o en feroces enjambres. 
Prefieren vivir con los de su raza en espacios compartidos antes que estar solos o mezclarse con alienígenas. Tienen un fuerte instinto de "anidación" y les gustan los lugares estrechos y atestados. Su tendencia a formar clanes y su afición por ocupar zonas de servicio deshabitadas en las estaciones espaciales refuerza la opinión, compartida por muchas especies, de que los vorcha son alimañas peligrosas que muerden a quien se acerque. 
Cuando la población vorcha alcanza una “densidad crítica” en el espacio disponible, los jóvenes se marchan para fundar un nuevo clan en otro lugar. Aunque los clanes suelen evitar el contacto entre ellos, si escasea el espacio compiten agresivamente por los recursos y el alojamiento. 
Los vorcha son la raza inteligente menos longeva que se conoce, con una esperanza de vida de solo 20 años. 
Poseen singulares “grupos” internos de células no diferenciadas, como las de los gusanos planos de la Tierra. Si un vorcha se halla herido o en peligro, dichas células se desplazan a la zona afectada y en menos de una semana se convierten en formas especializadas que palian el problema. 
Un vorcha cortado o quemado se adapta y engruesa su piel. En atmósferas apenas respirables, los pulmones del vorcha se adaptan para aprovechar los gases existentes. Un vorcha sometido a gravedad elevada desarrolla músculos más fuertes en el corazón y sus piernas. 
Los grupos de células no diferenciadas de los vorcha se reponen solos, pero el proceso es lento. Generalmente los vorcha solo pueden adaptarse a un único entorno en su breve vida. Sin embargo, las células reemplazadas les permiten curarse con rapidez e incluso regenerar extremidades perdidas en cuestión de meses. 
Curiosamente, la singular biología de los vorcha ha hecho que dejen de evolucionar. Su ADN (o el equivalente) lleva millones de años sin alterarse. No necesitan evolucionar como especie ya que pueden adaptarse como individuos. 
Viendo el potencial de esta adaptabilidad individual, los mercenarios krogan de la Manada Sangrienta suelen capturar grupos de vorcha, que reúnen y convirtien en soldados a base de palizas. Los vorcha así "entrenados" son más fuertes, rápidos, inteligentes y resistentes que otros de su raza. Incluso unos pocos vorcha otorgan a una banda de mercenarios una ventaja formidable; cada vorcha adicional aumenta considerablemente la ferocidad en combate del grupo.
Batarianos
En la década de 2160, la Alianza comenzó la colonización agresiva de los mundos del Confín Skylliano, para consternación de los batianos que llevaban décadas desarrollando la región. En 2171, los batarianos solicitaron que el Consejo declarara el Confín como “zona de interés batariano”, pero el Consejo se negó, de manera que los mundos no colonizados quedaron disponibles para que los humanos se instalaran en ellos.
Como protesta, los batarianos cerraron su embajada en la Ciudadela y anularon las relaciones diplomáticas oficiales con el Consejo, convirtiéndose en un estado renegado. También promovieron una guerra encubierta en el Confín, mediante la financiación y el suministro de armas a organizaciones criminales que debían atacar las colonias humanas.
Las hostilidades alcanzaron su punto álgido con el Ataque Skylliano de 2176, una maniobra en la que la capital humana de Elysium fue atacada por piratas y esclavistas financiados por los batarianos. En 2178, la Alianza respondió con un ataque devastador contra la luna de Torfan, que desde hacía mucho tiempo usaban como base provisional los criminales apoyados por los batarianos. Después de aquello, los batarianos se retiraron a sus sistemas y rara vez se les ve en el Espacio de la Ciudadela.
Drell
Los ancestros de los drell proceden de los secos y rocosos desiertos del inhóspito mundo de Rakhana. Hace 200 años, el ya de por sí estéril mundo de los drell fue decayendo poco a poco rumbo a una tierra sin vida debido a la desastrosa expansión de la industria. En ese momento, los drell carecían de naves y por tanto capacidad de vuelo interestelar, y con su población rozando los 11 mil millones de individuos se enfrentaron a una situación comprometida. Fue aproximadamente en esta época cuando los hanar entraron en contacto con la raza drell. En los siguientes 10 años, los hanar transportarían a cientos de miles de drell a su planeta natal, Kahje. El resto de millones de drell que quedaron en Rakhana perecerían en su planeta moribundo, enfrentándose los unos a los otros por los escasos recursos restantes. Los drell ahora coexisten con los Hanar y han sido parte de la civilización galáctica durante al menos doscientos años. 
La mayoría de los drell están felices viviendo en Kahje. Agradecen cualquier oportunidad de crecer con los hanar, aunque algunos extranjeros incluso algunos hanar los consideran ciudadanos de segunda clase. Sin embargo la situación es justamente la contraria, han conseguido integrarse en todos los niveles de la sociedad hanar como ciudadanos respetados y productivos. 
Aquellos que dejan Kahje, suelen ser aventureros. Estos solitarios viajeros drell suelen buscar nuevas especies en cualquier lugar, con la intención de aprender sobre otras culturas. Este tipo de drells se cuentan por centenas, y están repartidos por la galaxia, tienden a llevar vidas tranquilas. 
Los drell son reptiles humanoides omnívoros con una longevidad media de 85 años galácticos. La apariencia de los drell es muy similar a la de los asari y los humanos, pero su capa muscular es más densa que la de los humanos, otorgándoles una gran fuerza. Muchas de sus características como reptiles están ocultas, sin embargo poseen un hueso en sus gargantas, que les permite inflarlas y producir sonido por encima del rango perceptible por los humanos. 
Dado que los ancestros de los drell provienen de áridos y rocosos desiertos, el mundo oceánico Kahje no es adecuado para ellos por tanto deben mantenerse dentro de una ciudad con el clima controlado.

### Contenido descargable
Mass Effect 2 incluye varios contenidos adicionales para los que reservaron una copia del juego o compraron Dragon Age: Origins. Si el juego fue reservado en Gamestop o Play.com, los jugadores recibieron la Armadura Terminus, que otorga mayor velocidad de carrera y escudos, y el M-490 Blackstorm Heavy Weapon, un arma que crea una singularidad gravitacional (agujeros negros en miniatura). 
Si el juego fue reservado en otras tiendas minoristas, los jugadores recibieron la armadura Inferno, que otorga un bono de negociación, aumenta la velocidad de carrera, y aumenta la eficacia de los poderes de combate.
Algunas versiones de Mass Effect 2 contienen un código que permite activar la Red de Cerberus o Cerberus Network. También tienes la opción de comprarla para PC o para Xbox 360 por 1200 puntos.
Con la Red de Cerberus tendrás acceso gratuito a descargas de contenido adicionales, tales como: seguidores, misiones y noticias directamente desde el juego. Los DLC desarrollados hasta la fecha son:

### Lista de contenido descargable
| DLC                                                | Tamaño  |
| -------------------------------------------------- | ------- |
| Sentry Interface (Dr. Pepper)                      | 3.6 MB  |
| Recon Hood (Dr. Pepper/7-Eleven)                   | 4.2 MB  |
| Umbra Visor (Dr. Pepper/7-Eleven)                  | 3.7 MB  |
| Incisor Sniper Rifle                               | 2.9 MB  |
| Collectors' Weapon and Armor (Collector's Edition) | 15 MB   |
| Inferno Armor                                      | 17 MB   |
| Terminus Armor & Weapon                            | 17.4 MB |
| Zaeed - The Price of Revenge (Cerberus Network)    | 421 MB  |
| Cerberus Weapon and Armor (Cerberus Network)       | 18 MB   |
| Normandy Crash Site (Cerberus Network)             | 64 MB   |
| Cerberus Arc Projector (Cerberus Network)          | 4.4 MB  |
| Blood Dragon Armor (Dragon Age: Origins)           | 22.6 MB |
| Firewalker (Cerberus Network)                      | 474 MB  |
| Alternate Appearance Pack                          | 61.8 MB |
| Kasumi's Stolen Memory                             | 991 MB  |
| Equalizer Pack                                     | 24.8 MB |
| Overlord                                           | 1.01 GB |
| Aegis Pack                                         | 20.1 MB |
| Firepower Pack                                     | 9.3 MB  |
| Lair Of The Shadow Broker                          | 1.5 GB  |
| Arrival                                            | 879 MB  |

### Desarrollo
El equipo que trabajó en Mass Effect también trabajó en Mass Effect 2. El 2 de marzo de 2009, BioWare y Electronic Arts anunciaron que habían creado un nuevo equipo, comenzó a trabajar en Montreal, utilizando las instalaciones existentes de EA Montreal. La principal tarea del equipo fue el desarrollo de Mass Effect 2. Alrededor de la mitad del equipo trabajó en Mass Effect. Ray Muzyka, cofundador y director general del estudio BioWare dijo que el equipo estaba "muy entusiasmado, y creemos que va a ser una gran oportunidad para aprovechar la base de talento en Montreal, mientras que complementamos nuestros equipos existentes en Edmonton y Austin, que están realizando grandes cosas en todos los demás proyectos en los que BioWare está trabajando".
Siguiendo el ejemplo de Dragon Age: Origins, la versión PC de Mass Effect 2 no utiliza SecuRom software de gestión de derechos digitales, sino que opta por un disco estándar de verificación.
Mass Effect 2 abarca dos discos. Los usuarios de Windows necesitan instalar ambos discos y puede jugar el juego con uno. Si bien ya se anunció que los usuarios de Xbox 360 necesitarían hacer un intercambio de disco en un punto específico en la historia, BioWare reveló más tarde que habrá que tener más de un swap del disco.

### Reparto
Mass Effect 2 contiene la voz de actores que interpretan 546 personajes, que hablan más de 31.000 líneas de diálogo. Mark Meer, el actor de voz para el Comandante Shepard masculina, sugirió que la grabación de voz para el segundo juego fue tan amplia que empleó el doble de tiempo que en el primer juego.
Los actores Martin Sheen (El hombre ilusorio), Michael Dorn (Gatatog Uvenk), Carrie-Anne Moss (Aria T'Loak), Yvonne Strahovski (Miranda Lawson), Tricia Helfer (SID), Shohreh Aghdashloo (Shala'Raan vas Tonbay), Adam Baldwin (Kaal Reegar), Simon Templeman (Han Gerrel) y Michael Hogan (Capitán Bailey), dan voz a algunos de los personajes del juego. Keith David y Seth Green continúan su papel en la serie como David Anderson y Jeff "Joker" Moreau, respectivamente.

### Marketing
Corey Andruko, director del proyecto de BioWare y Dusty Everman, jefe de diseño técnico de BioWare encabezaron una conferencia de 60 minutos sobre el diseño de nivel para Mass Effect 2, en la Game Developers Conference 2009. La sesión ayudó a los asistentes a comprender el nuevo enfoque, que BioWare está teniendo en el diseño de los niveles de Mass Effect, que maximiza la interacción de la calidad, reduciendo al mínimo el trabajo y los costos.
El 23 de febrero de 2009 fue lanzado el primer tráiler oficial de Mass Effect 2. Además, en los meses previos al lanzamiento del juego, BioWare publicó una serie de tutoriales, todo ello narrado con la voz de Christina Norman, que es la diseñadora jefe del juego.

### La Edición del Coleccionista
Mass Effect 2 también fue lanzado en una edición de coleccionista. Esta incluye la versión completa del juego, un libro de arte de Mass Effect 2 de 48 páginas, el primer número del cómic Mass Effect: Redemption y un DVD extra con el exclusivo "Making of" del juego. 
También es posible comprar la edición Deluxe Digital en la tienda en línea de EA y contiene versiones digitales del libro de conceptos artísticos, el cómic y la banda sonora oficial del juego.

### Mass Effect 2 en PS3
El 17 de agosto de 2010 se anuncia en el GamesCom de Alemania, la llegada de Mass Effect 2 a PS3 en enero de 2011, con todo el contenido descargable y horas de contenido extra explicando el universo Mass Effect. El juego incluirá el motor gráfico de Mass Effect 3, con un nuevo esquema de control.

## Recepción y crítica
Mass Effect 2 fue bien acogida por parte de la crítica debido a su modo de juego y a sus nuevas innovaciones y características. Actualmente posee más del 90% de comentarios positivos en Metacritic y GameRankings. Mass Effect 2 se considera uno de los juegos más exitosos de todos los tiempos tanto para Xbox 360 como para PC. Posteriormente fue lanzado para PlayStation 3 en enero de 2011, recibiendo también críticas excelentes.
Por otra parte, IGN le otorgó a una calificación de 9,6/10, considerandoló uno de los mejores juegos de 2010. La historia, el juego, los dialógos, la dirección cinematográfica y las opciones del jugador son dignos de elogios.
La revista Magazine de Xbox 360 y PC Gamer le otorgaron un 10/10 y 90/100, respectivamente. X-Play le dio 5/5 puntos, considerándolo mejor que su predecesor.

## Premios
- Ganador del premio al Mejor juego del año en los premios BAFTA de 2011.[6][7]
- Ganador del premio al Mejor juego RPG del año en los premios Spike Video Game Awards (VGA) de 2010.
- Ganador del premio al Mejor juego de Xbox 360 en 2010 en los Spike Video Game Awards (VGA) de ese mismo año.
- En los VGA, también se reconoció a Bioware como mejor desarrolladora del año, así como también eligieron a Mass Effect 2 para el Juego más esperado de 2010, al Mejor juego del año, al Mejor guion, a la mejor expansión (gracias a La Guarida del Corredor Sombrío, a la Mejor interpretación de un personaje masculino (por Martin Sheen como el Hombre Ilusorio y a la Mejor interpretación de un personaje femenino (por Jennifer Hale como la Comandante Shepard (elección femenina) y por Yvonne Strahovski como Miranda Lawson).
- Ganador de los premios a los mejores personajes y al mejor guion en los premios AIAS de 2010.
- Ganador de los premios al Mejor juego del año de consola y PC en los premios AIAS de 2010.
- Ganador del premio al Mejor RPG de consola y PC en los premios AIAS de 2010.
- Ganador del premio al Mejor juego del año por los premios de IGN.
- Muchos de sus tracks creados por el compositor Sam Hulick, fueron ganadores de premios de la IGN.

## Ver
- Mass Effect
- Mass Effect 3
- Mass Effect: Andromeda